# Sieć domowa

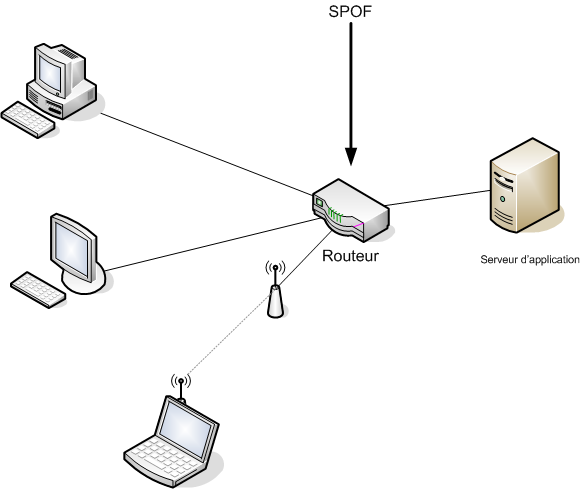
Przykładowy model sieci

Sieć domowa (ang. Home Area Network) - lokalna sieć teleinformatyczna obejmująca zasięgiem gospodarstwo domowe, nadzorowana przez aplikację użytkownika i służąca do wymiany danych i sterowania automatyką budynkową oraz niektórymi urządzeniami pozostającymi w dyspozycji odbiorcy końcowego. Sieci takie służą do telemetrii, teledacji i sterowania pracą inteligentnych urządzeń.